# 말포녀야유춘천
《말포녀야유춘천》(抹布女也有春天)은 2013년 방송되었던 중국의 드라마이다.

## 줄거리
- 수의가게의 딸이자 자동차 판매점의 차량관리사 뤄샤오총은 어쩌다 실업한 미남 오동과 결혼하게 되어 생활고에 시달리지만 신세대의 헌신녀가 되기로 결심하고 자신의 삶과 남편의 장래를 위해 길을 닦는다.

## 등장 인물
- 하이칭 - 라소총 역
- 장역 (张译) - 오동 역
- 호방생 (芦芳生) - 임풍 역
- 장영 (張英) - 송미옥 역
- 대양청 (大杨青) - 송소아 역
- 려하 (吕夏) - 허첩 역
- 소양청 (小杨青) - 오향홍 역
- 부가 (傅迦) - 진앙 역
- 류양 (刘洋) - 나양 역
- 송윤호 (宋允皓) - 장화 역